# ميخائيل هو
ميخائيل هو (بالإنجليزية: Michael Ho)‏ هو متركمج أمريكي، ولد في 13 يوليو 1957.

## وصلات خارجية
- ميخائيل هو على موقع الرابطة العالمية لركوب الأمواج (الإنجليزية)
- ميخائيل هو على موقع EncyclopediaOfSurfing.com (الإنجليزية)
- ميخائيل هو على موقع IMDb (الإنجليزية)